# 忠勇勲章
忠勇勲章(ちゅうゆうくんしょう、中:忠勇勳章)は、中華民国国民政府の勲章。1944年9月23日に制定された。対象は軍人であり、戦闘中多くの敵を殺害した者や負傷しても退却せず戦った者などに、その勇壮及び国家への貢献を称え贈られた。
上位に宝鼎勲章、下位に雲麾勲章が位置している。